# Manat afrykański
Manat afrykański (Trichechus senegalensis) – gatunek ssaka wodnego z rodziny manatowatych (Manatidae), rzędu brzegowców, żyjący na pograniczu środowiska morskiego i słodkowodnego, roślinożerny. Spotykany w wodach przybrzeżnych Afryki zachodniej oraz rzekach wpadających do Oceanu Atlantyckiego w tym rejonie. Jest to najsłabiej zbadany przedstawiciel rzędu brzegowców. Ciało ma pokryte pomarszczoną, szarobrązową skórą z nielicznymi włosami. Osiąga długość ponad 3,5 m i masę około 500 kg. Jest gatunkiem chronionym na całym obszarze występowania. Został umieszczony na liście załącznika II CITES jako gatunek narażony.

## Taksonomia
Gatunek po raz pierwszy zgodnie z zasadami nazewnictwa binominalnego opisał w 1795 roku niemiecki przyrodnik Johann Heinrich Friedrich Link nadając mu nazwę Trichechus senegalensis. Miejsce typowe to Senegal. Formalnie nie wyznaczono żadnego okazu typowego.
Autorzy Illustrated Checklist of the Mammals of the World uznają ten gatunek za monotypowy.

### Etymologia
- Trichechus: gr. θριξ thrix, τριχος trikhos ‘włosy’; εχω ekhō ‘mieć, posiadać’[15].
- senegalensis: Senegal, być może od słowa sunu gaal oznaczającego w języku wolof ‘nasz kajak’; nazwa powstała w wyniku nieporozumienia między miejscową ludnością a wczesnymi portugalskimi odkrywcami płynącymi rzeką Senegal[16].

## Morfologia
Długość ciała do 350 cm; masa ciała 460 kg. Manaty afrykańskie mają budowę ciała typową dla przedstawicieli swojego rzędu. Jako zwierzęta wyłącznie wodne przystosowały się do tego środowiska. Nie mają tylnych kończyn, a ogon i przednie kończyny przekształcone są w płetwy. U niektórych osobników na przednich płetwach występują 3 lub 4 paznokcie.
Ciało pokryte jest pomarszczoną, szarobrązową skórą z nielicznymi włosami. Na osobnikach żyjących w wodach morskich mogą czasem osiedlać się wąsonogi. Dorosłe manaty mają jedynie zęby trzonowe, ułożone w rzędach. W każdym rzędzie jest od 5 do 7 zębów, które stopniowo wypadają i są zastępowane przez nowe, tak jak u wszystkich przedstawicieli rzędu brzegowców. Nowo narodzone manaty afrykańskie mają 2 szczątkowe siekacze, które z czasem tracą. Na wargach znajdują się sztywne szczeciny.

## Ewolucja
Wspólny przodek manata afrykańskiego, karaibskiego i rzecznego występował w wodach przybrzeżnych Ameryki Południowej. Podczas pliocenu bądź plejstocenu jedna z grup zwierząt przekroczyła Ocean Atlantycki i dała początek obecnemu gatunkowi. Brak jest danych kopalnych na temat występowania manata afrykańskiego. Jedyne informacje pochodzą z kenozoiku.

## Występowanie
Zamieszkuje płytkie wody przybrzeżne zachodniej Afryki. Manaty afrykańskie wybierają środowiska zbliżone do manata karaibskiego. Przemieszczają się między obszarami morskimi, estuariami i siedliskami słodkowodnymi. Zasięg gatunku ogranicza temperatura wody – manaty afrykańskie rzadko się spotyka w wodach o temperaturze poniżej 18 °C. Północną granicę występowania tego gatunku wyznacza rzeka Senegal, zaś południową rzeka Kuanza w Angoli. Manaty afrykańskie często wędrują w górne biegi rzek, w których żyją – np. w rzece Niger można je spotkać nawet na terenie Mali. Wędrują aż do miejsc, gdzie katarakty bądź bystrza uniemożliwiają dalszą wędrówkę. W okresach suszy zatrzymują się na dłużej w większych jeziorach, takich jak Léré czy de Tréné.
W wyniku budowy zapory na rzece Wolta powstało jezioro Wolta, w którym jedna z populacji manata afrykańskiego została odcięta od morza. Druga odcięta populacja występuje na obszarze wewnętrznej delty Nigru, w odległości 2000 km od morza. Jest to najbardziej oddalone od morza miejsce występowania manata afrykańskiego. Inne odcięte od morza populacje występują w rzekach Logon i Szari. Nie ma danych na temat występowania manatów w jeziorze Czad. Na obszarach morskich wędrują głównie na płyciznach, w obszarach namorzynów. Można je spotkać także w rejonie archipelagu Bijagos, 75 km od wybrzeży Gwinei Bissau. Według niektórych badaczy manat afrykański zdaje się unikać słonej wody.
Brak jest dokładnych danych o liczebności manata afrykańskiego. Szacuje się ją na kilka do kilkunastu tysięcy osobników. Nie wyodrębniono podgatunków manata afrykańskiego. Przeprowadzone badania nad genetyką tego gatunku wykazały niewielką zmienność między populacjami żyjącymi na różnych obszarach.

## Zachowanie
Żywią się roślinnością w każdym ze środowisk, w których występują. Występowanie przedstawicieli tego gatunku nie jest ograniczone zasięgiem traw morskich, gdyż prawdopodobnie nie stanowią one istotnego składnika ich diety. Ze względu na mętną wodę, w której żyją manaty, uważa się, że żywią się głównie roślinnością częściowo zanurzoną lub wystającą ponad powierzchnię wody. Świadczyć o tym może także budowa pyska tych zwierząt. Główne gatunki roślin, które są zjadane przez manaty, to siewki różnych gatunków Rhizophora, hiacynty wodne (Eichhornia crassipes) oraz Paspalum vaginatum. Dorosły osobnik spożywa w ciągu roku około 8000 kg roślin. Średni czas pomiędzy oddechami wynosi od 2 do 4 minut, a w trakcie nurkowania – 6 minut, choć wykazano, że osobniki tego gatunku są w stanie wstrzymać oddech na 18 minut. Rzadko przepływają długie dystanse, jednak potrafią przepłynąć do 42 km w ciągu 24 godzin. Wypoczywają zazwyczaj za dnia w lagunach, nad brzegami rzek oraz między korzeniami nadrzecznych i nadmorskich drzew. Przeciętna długość życia manata afrykańskiego nie jest znana. Szacuje się, że zwierzęta te mogą żyć dłużej niż 60 lat.
Ich głównym wrogiem jest człowiek, choć czasem atakowane są i zjadane przez krokodyle. Badania przeprowadzone w Gwinei Bissau dowiodły, że najwięcej manatów afrykańskich ginie tam w wyniku zaplątania się w sieci rybackie (około 72%), a jedynie 13% w wyniku polowań. W skali całego gatunku największym zagrożeniem są jednak te drugie.
Manaty bywają uważane za szkodniki. Zdarza się, że żerują one na polach ryżowych. Pomimo działań zapobiegawczych rzadko udaje się ochronić przed nimi zbiory. Niszczenie pól zdarza się wyłącznie w porze deszczowej (sierpień i październik). Innym polem konfliktu z człowiekiem jest niszczenie sieci rybackich – w 81% przypadków zaplątania się w sieci manaty niszczą je. Przypuszcza się, że prowadzą nocny tryb życia – żerowanie na polach ryżowych obserwowano o tej porze doby.
Pośrednim zagrożeniem dla manatów jest niszczenie siedlisk: budowa zapór na rzekach, wycinanie namorzynów na opał, przekształcanie delt w pola ryżowe oraz zamulanie lagun i rzek w wyniku zwiększonej erozji w górnych biegach rzek.
Manat afrykański jest zazwyczaj samotnikiem, dość często można jednak spotkać matkę z młodymi lub niewielkie stada liczące od 3 do 15 osobników (najczęściej jednak są to grupy rodzinne liczące 4-6 osobników). Zachowania rozrodcze są słabo zbadane – prawdopodobnie samica kopuluje z kilkoma samcami. W trakcie godów osobniki rozpryskują wodę płetwami i obracają się w niej, aby przyciągnąć uwagę potencjalnego partnera. Podejrzewa się, że zwierzęta te mogą rozmnażać się przez cały rok, choć wiele lokalnych populacji preferuje okres między czerwcem a wrześniem. Do porodu dochodzi w płytkich lagunach. Zwykle rodzi się 1 młode, które w momencie urodzenia mierzy od 1 do 1,05 m długości.

## Ochrona i edukacja
Manat afrykański jest gatunkiem chronionym na całym obszarze występowania. Został umieszczony na liście załącznika II CITES jako gatunek narażony. Ze względu na trudności w dostępie do terenów jego występowania ochrona tego gatunku respektowana jest w niewielkim stopniu. Na terenie niektórych krajów, w których żyją manaty, prowadzone są badania i podejmuje się działania z zakresu ochrony biernej i czynnej (w formie rozmnażania w niewoli i reintrodukcji na terenie parku narodowego Djoudj w Senegalu). Brak jednak informacji o rozmnożeniu manata afrykańskiego w niewoli. Na terenie niektórych krajów organizacje pozarządowe włączają ludność lokalną w czynną ochronę manatów. W Senegalu organizacja Océanium koordynuje przenoszenie manatów z obszarów odciętych zaporami rzecznymi do wód otwartych.

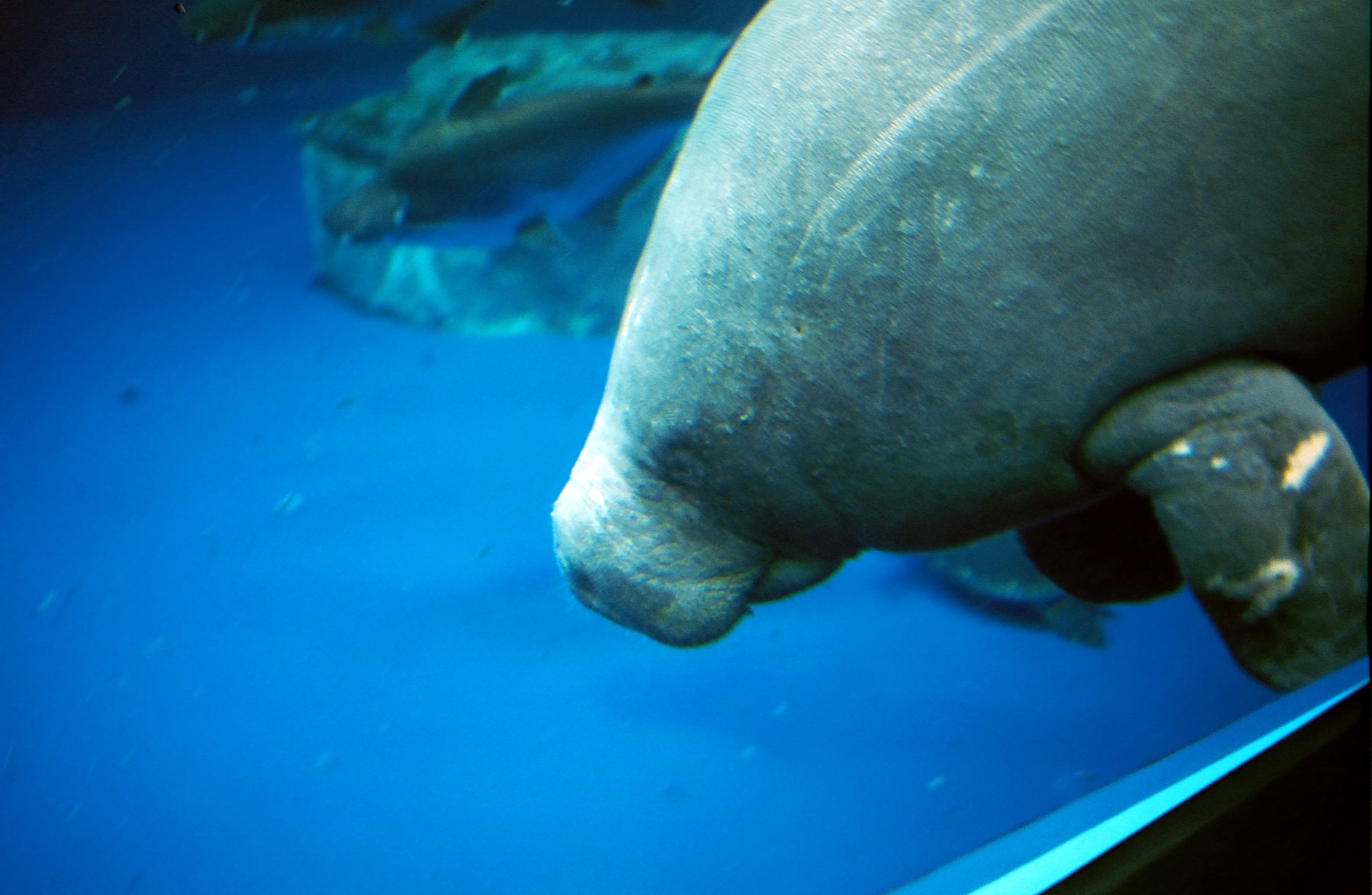
Manat afrykański w oceanarium w japońskim Toba

W 2008 na terenie Senegalu, Gwinei – Bissau, Wybrzeża Kości Słoniowej, Kamerunu i Gabonu wydano książkę zatytułowaną Mieux connaître le Lamantin ouest africain Trichechus senegalensis (pol. Poznaj lepiej manata afrykańskiego). Książka jest przeznaczona dla uczniów szkół podstawowych i ma na celu poprawienie wiedzy na temat tego gatunku w krajach, w których występuje.
W 1996 roku japońskie oceanarium w Toba pozyskało parę manatów z rzeki Geba w Gwinei Bissau. Mimo uzgodnień pomiędzy Japonią i Gwineą Bissau operacja ta (której koszt oszacowano na około 1,8 miliona dolarów amerykańskich) wywołała kontrowersje. W dyskusji powstałej po przekazaniu manatów brały udział organizacje pozarządowe, lokalni działacze ochrony przyrody, instytucje rządowe oraz zagraniczni naukowcy.
Pomimo statusu gatunku chronionego na terenie wszystkich państw, w których występują manaty afrykańskie, w wielu miejscach nadal są one obiektem polowań. W Kamerunie mięso manatów można kupić na targu. W Gwinei Bissau mięso manata jest uważane za najlepsze, jakie można zdobyć. Oprócz mięsa obiektem handlu jest też olej pozyskiwany z manatów. W Mali, Senegalu i Czadzie jest on droższy od mięsa z manata. Używa się go do leczenia reumatyzmu i schorzeń skóry i włosów. Olej z głowy manata jest wykorzystywany do leczenia infekcji uszu. W Mali niektóre części penisa manata są używane do leczenia impotencji. Skóra stanowi surowiec do produkcji batów. W Sierra Leone całe manaty (z wyjątkiem żeber) są spożywane bądź wykorzystywane: mięso jest dzielone pomiędzy mieszkańców wioski, z której wywodzi się myśliwy, kości używa się do wyrobu rączek lasek oraz przedmiotów w lokalnej grze zwanej cii.

## Manat afrykański w kulturze
Tereny, na których występuje manat afrykański, są zamieszkane przez wiele różnych grup etnicznych posługujących się oprócz języków urzędowych krajów, w których żyją, także własnymi językami. Z tego powodu manat afrykański bywa różnie nazywany:
- w językach mande – Man
- w Nigrze – Manti
- w północnej części swojego występowania – Koumba
- w części środkowej i na południu bywa nazywany Pérémoui
- po angielsku bywa także nazywany sea cow (krowa morska) oraz Water God (wodny bóg)

Ponadto wiele ludów Afryki Zachodniej używa nazwy Mami Watta.

### Mity
Według wierzeń niektórych plemion zjedzenie pewnych części manata wpływa korzystnie na męską potencję. Inne plemiona z kolei uważają, że mężczyzna, u którego widok narządów płciowych samicy manata wywoła pobudzenie seksualne, może stracić zdolność do odbywania stosunków płciowych. Przesądy te silnie wpływają na traktowanie manata afrykańskiego przez ludzi – manaty bywają obiektami polowań w celu zdobycia uznawanych za lecznicze części penisa.
Manat afrykański według niektórych plemion to panna młoda, która prała nago swoje ubrania w rzece. Gdy zobaczył ją jej przyszły teść, dziewczyna ze wstydu wskoczyła do rzeki i zmieniła się w manata. Inna wersja podaje, że panna młoda powiedziała matce swojego narzeczonego, że pracuje dla niej na polu ryżowym, podczas gdy w rzeczywistości tylko tam spała. Pewnego dnia kobieta postanowiła zanieść dziewczynie posiłek na pole. Kiedy dziewczyna zobaczyła nadchodzącą teściową, zawstydziła się i wskoczyła do rzeki, gdzie zmieniła się w manata.
Inna legenda podaje, że żyło kiedyś rodzeństwo, brat i siostra. Brat kochał skrycie siostrę, lecz nikomu tego nie wyjawił. Pewnego dnia postanowił zbudować na brzegu rzeki łódź. Siostra codziennie przynosiła mu posiłek. W dniu, w którym ukończył łódź, siostra przyszła jak zwykle z posiłkiem. Brat porwał ją na pokład łodzi, aby wywieźć i zgwałcić. Dziewczyna modliła się gorąco o ratunek. Łódź wywróciła się, oboje utonęli i zmienili się w manaty.
Mieszkańcy Mali uważają, że manaty z rzeki Niger to złe duchy. Polować na nie mogą tylko członkowie plemienia znający zaklęcia – ich nieznajomość grozi śmiercią bądź obłędem. Ciężarne kobiety nie powinny spożywać niektórych części manata – mogą one sprawić, że kobieta urodzi niemoralne dziecko.

### Znaczki pocztowe
Niektóre kraje, na terenie których występuje manat afrykański, emitowały znaczki pocztowe z podobizną tego ssaka. Znaczki zostały wydane przez Kamerun, Ghanę, Wybrzeże Kości Słoniowej, Mali, Mauretanię, Niger, Togo i Czad.